# Mimetes palustris
Mimetes palustris  (лат.) — вид растений рода Mimetes семейства Протейные. Вечнозелёный кустарник с горизонтальными раскидистыми и прямыми неразветвлёнными побегами высотой около 0,5 м. Самый мелкий вид рода. Листья цельные и выделяются на нижних частях побегов, но перекрываются и прижимаются друг к другу около соцветия подобно змеиной коже. Соцветие состоит из нескольких цветочных головок, каждая из которых содержит три прозрачных жёлтых цветка, более длинных, чем листья. Эндемичный вид юго-запада Западно-Капской провинции Южной Африки. Растёт на хорошо дренированных, но постоянно влажных песчаных и торфянистых склонах в горах недалеко от городка Херманус. Цветение происходит круглый год, активнее всего - в августе-сентябре.         

## Ареал, местообитание
M. palustris является эндемичным видом, ареал которого ограничен горами Кляйнривир в Западно-Капской провинции Южной Африки, где он встречается между Платбергом в заповеднике Фернклоф близ Хермануса на западе до пика Роклендс на востоке. Здесь он произрастает в растительном типе, называемом овербергским песчаником финбоша, на высоте 600—900 м.
Растёт только на южных склонах в полутени, в местах, где восходящие воздушные потоки от моря создают прохладный и влажный воздух летом. На краю дренированных зон растёт вместе с Brunia alopecuroides, Erica hispidula, Roridula gorgonias и Villarsia ovata. Цветочные головки могут появиться в любое время года. Предполагается, что, как и другие виды рода M. palustris, опыляется птицами, а семена забираются муравьями, которые переносят их в свои подземные гнёзда.

## Консервация
Относится к видам, находящимся на грани полного исчезновения, из-за сокращения размера популяции, небольшой площади ареала (всего 25 км2), потере местообитания и конкуренции с инвазивными видами. Слишком частые пожары могут истощить почвенный семенной запас и снизить количество прорастающих семян.

## История изучения
Впервые растение было собрано Джеймсом Нивеном. Ричард Энтони Солсбери в книге Джозефа Найта «On the cultivation of the plants belonging to the natural order of Proteeae», опубликованной в 1809 году описал несколько видов рода, назвав этот вид M. palustris. Карл Цейгер собрал образец в Кляйнривир, который был описан швейцарским ботаником Карлом Мейснером в 1856 году в серии Альфонса Декандоля «Prodromus Systematis Naturalis Regni Vegetabilis» и назван М. decapitata. Джон Патрик Рурк в 1984 году объединил образцы как принадлежащие к одному и тому же виду.